# Max Torres
Max Torres (Carolina, Puerto Rico, 13 de enero de 1960)  es un cantante puertorriqueño de música salsa.
“MAX TORRES” 
	Nombre verdadero: 
MAX TORRES
	Nombre artístico:
MAX TORRES
	Lugar de nacimiento:
PUERTO RICO
	Género: MÚSICA SALSA

	Ocupación:CANTAUTOR, COMPOSITOR, PRODUCTOR
	
BIOGRAFÍA
MAX TORRES es un artista de origen Puertorriqueño es uno de los más talentosos y representativos;  actualmente se le ha situado entre las representaciones más destacadas del género SALSA, debido a la gran creatividad y originalidad en sus funciones y mezclas de melodías únicas, logrando así una combinación perfecta del género donde se hace destacar cada canción con el toque de alegría e imaginación, llenas de melodías con mucha picardía, creatividad y profesionalismo, creando canciones con sentido real.
TRAYECTORIA
Este gran exponente del género Salsero ha tenido el placer de compartir tarima con:
•	Cheo Feliciano
•	Andy Montañez

En el año 1973, se desempeñaba como cantante de su conjunto musical llamado “Los Chiquitines del Son”. 
Dos años más tarde 1974-1975, el joven cantante graba su primer disco de larga duración con el Sr. Máximo Torres, gran músico, compositor y arreglista puertorriqueño, también padre del mencionado artista.
Para el año 1976, Max Torres pasa a formar parte de la Orquesta del Sr. Sammy González y sus Torbellino.
Unos tres años después, por recomendación del Sr. Cuco Peña, productor, compositor y arreglista, el joven artista se integra a la Orquesta Panamericana dirigida por el Sr. Carlos “Coamito” Martínez, donde participó por espacio de tres años.
En el año 1983 - 1984 participó como corista de Cheo Feliciano, Andy Montañez, Héctor Lavoe, Lalo Rodríguez, Ismael Miranda, Jhonny Pacheco con Rolando Leserie, Santitos Colón, Tito Allen con Noche caliente y otros artistas de renombre internacional y esto lo conduce hasta llegar a la Orquesta de Sr. Tommy Olivencia donde trabajó por un periodo de cuatro años.

En el año 1988, Se lanza como solista bajo el nombre artístico de Max Torres an the “Salsa Selection”, bajo el sello Capitol EMY Latin, siendo el primer artista en ese género tropical para dicha compañía. Ese mismo año sale a las carteleras musicales con su primera producción titulada “Sensualmente Tropical” por la cual es premiado con su primer disco de oro. 

Luego en el año 1989  graba su segunda producción donde contiene el tema “Aprenderé” y logra obtener premios como:
	DISCO DE ORO por el tema “Mala Suerte”
	GRAMMY AWARDS en dos diferentes categorías. 

Finaliza su contrato con la compañía Capitol EMY Latin; y graba para el sello Sony donde se contienen los dos grandes éxitos “Nunca Te Diré Adiós” y “Vamos Al Mambo” después sigue haciendo durante todo ese tiempo las giras artísticas de Latino América, y en la Nación de Venezuela fue galardonado con los mejores premios que un artista puede recibir como: 
	Mara de Oro
	EL Cacique de Oro, 
	La Medalla y el Botón de la Asociación de Músicos del Estado de Aragua. 

A partir del 2000 es Productor Ejecutivo de su nueva producción “Y MI VIDA AHORA ES OTRA”, y la reacción de su público no se hizo esperar aceptándolo como en todas sus producciones anteriores. 
En el 2015 realizó sus videos Oficiales en HD titulados "TE ESPERÉ",  “NUNCA TE DIRÉ ADIÓS”, “SOY EL AMOR”,  “QUE COMIENZA Y NO TERMINA”, “SOLO SE QUE FUE EN MARZO” realizados con  mucho esfuerzo y cariño para todo su público.
Para el año 2018 se radica en la ciudad de MIAMI. EE.UU para mejorar sus cualidades artísticas donde lanza su nueva producción su más reciente CD titulado “ES MI CASTIGO” y su Hit promocional “DE QUE ME SIRVE LA VIDA”.
Definitivamente es la salsa el género musical en el cual su matiz de voz encaja perfectamente. Es la música la que lo hace sentir apasionado y romántico para mantener los amantes de la salsa y atraer generaciones más jóvenes para que se enamoren de un ritmo el cual tiene tanto por transmitir.
```
MAX TORRES se encuentra con Sony/ATV Empresa Filial Sony Music que se encargará de manejar el PUBLISHING exclusivo del artista Puertorriqueño, Este acuerdo fue de gran importancia ya que podrá hacer canciones para su propio proyecto con el respaldo del sello disquero “Sony Music”. 
```

“MAX TORRES”
	“Me siento sumamente complacido por firmar este acuerdo y muy contento con dar un paso tan importante y firme en mi carrera. Doy gracias a Dios por tantas bendiciones y agradezco a quienes me apoyan y creen en  mí, declaró en su momento”. 
No cabe duda de que este talentoso exponente de la SALSA ROMANTICA sigue escalando posiciones y llegando a los corazones de niños, jóvenes y adultos, que se contagian con su peculiar ritmo, y su estilo único e inimitable donde plasma su propia música y experiencia en el buen gusto que ya ha cautivado al público de Latinoamérica convirtiéndose en todo un suceso musical al alcanzar el puesto Nº 1 de las carteleras radiales y siendo el más escuchando en las calles y fiestas de diferentes países,  sin más que decir. 

“MAX TORRES CREANDO EMOCIONES”.

## Discografía
- 1988 - Sensualmente Tropical con The Salsa Selection EMI.
- 1989 - Aprenderé. The Salsa Selection Capitol Records. 1989.
- 1990 - Peligroso Amor EMI-Capitol.[2]
- 1991 - From Puerto Rico by Max Torres EMI-Capitol Feb 28, 1991.
- 1992 - Salsa Del Tropico feat David Pabón CBS Discos Ene 01, 1992.
- 2003 - Max Torres 30 Éxitos Insuperables EMI-Latin Oct 21, 2003.[3]
- 2004 - Y Mi Vida Ahora Es Otra (Religioso)

## Éxitos
- Aprenderé
- Por Ella
- Mala Suerte
- Lluvia de amor
- Vuelve a mi (Yo te amo)
- Caradura
- Si Todas Fueran Como Tu
- Soló Sé Que Fue en Marzo
- Suspiros de amante
- Sueño contigo
- Nunca te diré adiós
- Te espere.
- Dimelo.